# Кобонов, Данияр Омурбекович
Данияр Омурбекович Кобонов (род. 8 сентября 1982, Саруу, Иссык-Кульская область) — кыргызский борец греко-римского стиля, двукратный чемпион Азии, призёр чемпионата мира, заслуженный мастер спорта Кыргызской Республики.

## Биография
Родился в 1982 году в селе Саруу Джети-Огузского района Киргизской ССР. В 2002 году завоевал серебряную медаль Азиатских игр. В 2004 году принял участие в Олимпийских играх в Афинах, но там стал лишь 14-м. В 2005 году выиграл чемпионат Азии. В 2006 году завоевал серебряную медаль чемпионата Азии и бронзовую медаль Азиатских игр. В 2007 году во второй раз выиграл чемпионат Азии. В 2008 году стал серебряным призёром чемпионата Азии. В 2010 году стал чемпионом Азиатских игр и бронзовым призёром чемпионата мира. В 2012 году принял участие в Олимпийских играх в Лондоне, но там стал лишь 17-м.